# Андре Сајс
Андре Сајс (20. фебруар 1911 — 22. март 1988) био је белгијски фудбалер, који је играо на позицији нападача. Одиграо је неколико сезона у највишем рангу такмичења белгијског фудбала. За репрезентацију Белгије је наступио девет пута.
Сајс је дебитовао за Серкл Бриж 1928. године на утакмици против Берчем Спорта. Серкл је добио меч 0 : 2. Сезону касније, освојио је титулу у првенству са Серклом.
Андре Сајс је 1935. отишао у Ветерен, где је остао једну сезону. Следећи тим за који је играо био је Биршсхот. Два пута је освајао титулу са том екипом, 1938. и 1939.
Сајс је дебитовао за Белгију на утакмици против Холандије, 9. априла 1933. Белгија је изгубила утакмицу 1 : 3. Сајс је једини постигао гол.